# Самут, Ту
Ту Самут (кхмер. ទូ សាមុត, известен также как Атя Сок (кхмер. អាចារ្យសុក); ок.1915 — июль 1962) — деятель коммунистического движения Камбоджи, руководитель Партии трудящихся Кампучии в сентябре 1960 — июле 1962.

## Биография
Происходил из семьи горных кхмеров южного Вьетнама. В 1945 был профессором Пали в монастыре в Пномпене. После Второй мировой войны переехал во Вьетнам и вступил во Вьетминь. В конце 1940-х вёл у группы кхмерских добровольцев политинформацию и основы экономики.
Вместе с Сон Нгок Мином был одним из основателей Народно-революционной партии Кампучии после разделения Коммунистической партии Индокитая в 1951 году. Также являлся одним из лидеров антифранцузского Единого национального фронта (Кхмер Иссарак) (1950—1954), а также министром внутренних дел в сформированном Фронтом правительстве.
Являлся лидером «городского» крыла НРПК, выступая с более умеренных (по мнению ряда авторов — оппортунистических) позиций по отношению к поддержке принца Нородом Сианука как сторонника национального единства. Его прежняя принадлежность к буддийскому духовенству способствовала вовлечению в политическую борьбу буддийских монахов. После возвращения из Парижа Салот Сара (позднее известного как Пол Пот) и других студентов-коммунистов стал их наставником.
28-30 сентября 1960 года в Пномпене состоялся Второй съезд Народно-революционной партии. На нем был образован ЦК из 8 членов и 2 кандидатов. Генеральным секретарем стал Ту Самут. В ЦК вошли Салот Сар и Иенг Сари, причем первый стал членом постоянного бюро и личным секретарем Ту Самута.
Убит в 1962 году при невыясненных обстоятельствах на конспиративной квартире в Пномпене. Позднее появились свидетельства, что его убили по приказу Пол Пота, которые, в частности, приводил Бен Кьернан. Сам же Пол Пот до последних дней отрицал свою причастность в убийстве Ту Самута и утверждал, что убийство совершили сотрудники тайной полиции Лон Нола.